# سوفیا هوسپیان
سوفیا آزاتی هوسپیان (ارمنی: Սոֆիա Ազատի Հովսեփյան؛ زادهٔ ۲۴ آوریل ۱۹۸۱) یک سیاستمدار اهل ارمنستان است که از تاریخ ۲۰۱۹ تا تاریخ ۲۰۲۱ سمت نمایندگی دوره هفتم مجلس ملی جمهوری ارمنستان را برعهده داشت.

## زندگی‌نامه
در ۲۰ آوریل ۱۹۸۱ در متس مانتاش به دنیا آمد و از دانشگاه دولتی علوم پرورشی خاچاطور آبوویان ارمنستان فارغ‌التحصیل شد. 